# کروکوس (کنتاکی)
کروکوس (به انگلیسی: Crocus) یک منطقهٔ مسکونی در ایالات متحده آمریکا است که در کنتاکی واقع شده‌است. کروکوس ۳۰۱٫۱۵ متر بالاتر از سطح دریا واقع شده‌است.